# マカフィー
マカフィー（英: McAfee, LLC）は、アメリカ合衆国カリフォルニア州サンタクララに本社があるコンピュータセキュリティ関連のソフトウェアとハードウェアを製作・販売する会社。コンピュータセキュリティ関連のベンダーとして世界一の規模。

## 概説
コンピュータセキュリティ関連のベンダーとして世界一の規模である。PCやサーバー向けのセキュリティ対策製品およびネットワーク向けのセキュリティ対策製品の開発・販売を行っている。
2013年に日本の市場の占有率で1位となったマカフィー・セキュリティー・アプライアンス「McAfee Network Security Platform」というブランドで侵入防止専用機（Intrusion Prevention Appliance）や「McAfee Email and Web Security」という名称でスパム・フィッシング・ウイルス・スパイウェア対策、サイトの安全性評価警告、フィルタリングも可能なハードウェア製品も販売する。情報漏洩対策製品「Data Loss Prevention」や、Firewall製品、E-Mail対策製品、Web対策製品、指定したプログラム以外が動かないようにするApplication Control製品がある。これらの企業向け製品の多くはePOと呼ばれる統合管理ツールにより一元管理が可能であり、別々のメーカーのセキュリティ製品を個別に管理するに比べて、管理費用を劇的に抑えることができる。Security関連のEventの収集などを行うSIEMは2012年後半より販売を開始し、市場での人気を得ている。
コンシューマー市場においては、OEMやインターネットサービスプロバイダーによりウイルス対策製品を展開するほか、NTT Docomo、Softbank、auの携帯電話向けの製品も開発しており、携帯電話やタブレットPC向けの市場では市場を独占している。Android端末向けのセキュリティ製品は端末に組み込むセキュリティ製品のほか、企業が端末を使用する上でのセキュリティ製品も販売している。

## 歴史

マカフィー旧ロゴ

インテル子会社時代のロゴ

- 1987年 - 創設者ジョン・マカフィーが、McAfee Associates（マカフィーアソシエイツ）を創設する。
- 1997年1月 - 日本のウイルス対策会社ジェード（1991年設立）を買収。
- 1997年11月 - Network General （ネットワークジェネラル）と合併し、Network Associates（ネットワークアソシエイツ）となる。

NASDAQに上場後：
- 2002年7月 - ニューヨーク証券取引所に上場（NYSE: MFE）。
- 2002年9月 - 1999年に設立したオンライン事業部門の子会社McAfee.comを、株式交換で買収。
- 2004年4月 - Sniffer部門を売却。
- 2004年6月 - 社名をNetwork Associates(ネットワークアソシエイツ)からMcAfee, Inc（マカフィー インク）に変更する。
- 2008年12月 - スタンダード&プアーズのS&P 500見直しに伴い、バー・ファーマシューティカルズに代わって構成銘柄となる。
- 2010年8月19日 - 半導体大手のインテルが、マカフィーを約76億8000万USドルで買収すると発表[2]。
- 2011年3月2日 - 買収が完了し、インテルの完全子会社となる[3]。
- 2016年10月 - 再びマカフィーとして独立。
- 2017年4月 - 独立が完了。
- 2020年10月 - ジョン・マカフィーが2日にスペインの空港で警察当局に拘束される。5日には米司法省がジョン・マカフィーを脱税の罪で起訴した[4]。
- 2021年6月23日 - ジョン・マカフィー死亡[5]。

## 製品
マカフィー社の製品はアンチウイルス製品のみではなく、現在ではWeb Filtering、SPAM対策、外部からの侵入防止製品、情報漏洩対策製品、暗号化製品などコンピュータセキュリティを総合的に開発・販売している。
また、SaaS型サービスの製品として、Total Protection Service （旧：Managed Total Protection）を展開しており、日本国内のシェアは99.2% に達している。
VirusScan
代表的なアンチウイルス製品。
Windows 以外にも、Mac OS やLinuxなどのサーバー向けOS に対応した製品があり、他のマカフィー製品と組み合わせた各種Suite製品がある。
Windows 版にはNAS内部のスキャン、VMwareなどの仮想化製品で利用する仮想ディスクファイル内のスキャンなどを行うアドオン製品も存在する。
また、携帯電話、iPhone、Android、Windows Mobile向けにVirusScan Mobileも存在しており、NTT DocomoやSoftbank Mobileの製品には、標準で搭載されている。
HIP（Host Intrusion Prevention）
SQLインジェクション、不正なアプリケーションの利用、脆弱性を利用した攻撃、Bot等の脅威を防御する、ホスト型の製品
Data Encryption
暗号化製品。ファイルやフォルダの暗号化やPCのハードディスクの暗号化を行う。
EWS (Email and Web Security)
スパムメール対策、フィッシング対策、ウェブフィルタリング製品。
NSP (Network Security Platform)
侵入防止製品。外部からの脅威に対する製品。最近は内部ネットワークのセキュリティ強化にも使われている。
DLP (Data Loss Prevention)
情報漏洩対策製品。ファイルやフォルダのタグ付け管理。USB機器のPCへの接続制限機能。
ePO (ePolicy Orchestrator)
ウイルスの定義ファイルやスキャンエンジンの更新、クライアントに導入されている製品の管理行うツール。
また、ePOはアンチウイルス製品の管理だけでなく、ゲートウェイ製品、侵入防止製品など、多岐にわたる製品を一括管理でき、管理効率を飛躍的に向上させる。
SiteAdvisor
アクセスしようとするウェブサイトの安全性評価を提供する。
有償版では、危険なサイトへのアクセスをブロックさせることも可能。
個人向け製品の「マカフィー リブセーフ」および「マカフィー インターネット セキュリティ」については、「マカフィー アンチウイルス」を参照

## 日本法人
日本法人は、東京都渋谷区道玄坂にあるマカフィー株式会社。
なお、公式オンラインショップである「マカフィーストア」は、資本関係のない別会社であるSB・テクノロジー株式会社が受託運営している。
- 1991年（平成3年）7月 - 静岡市にて株式会社ジェードシステムハウス設立（1997年（平成9年）の買収以前は、独立企業で、マカフィーとの関連なし）
- 1990年代 - 株式会社ジェードに商号変更
- 1997年（平成9年）
  - 2月 - アメリカのマカフィー・アソシエイツ・インクが、完全子会社化 [9]
  - 7月 - マカフィー株式会社に商号変更
- 1998年（平成10年）1月 - ネットワークアソシエイツ株式会社に商号変更
- 2000年（平成12年）1月 - 日本ネットワークアソシエイツ株式会社に商号変更
- 2004年（平成16年）7月4日 - 6月のアメリカ本社の商号変更を受けて、マカフィー株式会社に商号変更